# Danh sách vườn quốc gia tại Bỉ
Có nhiều khu vực tự nhiên được bảo vệ tại Bỉ với các mức độ và diện tích khác nhau. Tuy nhiên, chỉ mới có duy nhất một vườn quốc gia chính thức tại Bỉ. Ngoài ra, quốc gia này cũng có 2 khu bảo tồn thiên nhiên, 2 công viên tự nhiên, và nhiều khu vực bảo vệ khác.

## Vườn quốc gia
| Tên                       | Năm thành lập | Diện tích [ha] | Mô tả                                                    | Vị trí | Hình ảnh |
| ------------------------- | ------------- | -------------- | -------------------------------------------------------- | ------ | -------- |
| Vườn quốc gia Hoge Kempen | 2006          | 5.750          | Cảnh quan gồm những cánh rừng và cồn cát nằm tại Limburg |        |          |

## Khu bảo tồn thiên nhiên
| Tên                               | Năm thành lập | IUCN Loại | Diện tích [ha] | Mô tả                                  | Vị trí | Hình ảnh |
| --------------------------------- | ------------- | --------- | -------------- | -------------------------------------- | ------ | -------- |
| Khu bảo tồn thiên nhiên Attert    |               | V         | 13             | Là một khu bảo tồn rừng nằm gần Attert |        |          |
| Khu bảo tồn thiên nhiên Ruhrbusch |               |           | 108            | Khu bảo tồn rừng                       |        |          |

## Công viên tự nhiên
| Tên                                                 | Năm thành lập | IUCN Loại | Diện tích [ha] | Mô tả                        | Vị trí | Hình ảnh |
| --------------------------------------------------- | ------------- | --------- | -------------- | ---------------------------- | ------ | -------- |
| Công viên tự nhiên Burdinale và thung lũng Mehaigne | 1991          | V         | 5.300          | Nằm tại Burdinne             |        |          |
| Công viên tự nhiên High Venn-Eifel                  | 1985          | V         | 67.850         | Nằm giữa Eupen và Sankt Vith |        |          |